# Championnat de Norvège de football 2024
Navigation
Édition précédente Édition suivante
La saison 2024 du Championnat de Norvège de football est la 80e édition de la première division norvégienne. Les seize équipes s'affrontent au sein d'une poule unique, en matches aller-retour, à domicile et à l'extérieur. À l'issue de la saison, les deux derniers du classement sont relégués et remplacés par les deux meilleures formations de 1. divisjon, la deuxième division norvégienne. Le club classé 14e doit disputer un barrage de promotion-relégation face au vainqueur du tournoi accession de deuxième division. FK Bodø/Glimt est le tenant du titre. Fredrikstad FK, KFUM Oslo et Kristiansund BK accèdent à l'élite norvégienne.

## Participants
| \| Autour d'Oslo: · KFUM Oslo · Lillestrøm SK Oslo Brann Bodø/Glimt Hamar Haugesund Molde Odds Rosenborg Sand. Sarpsborg Stavanger Strømsgodset Tromsø Fred. Kristiansund \| Localisation des clubs. |
| Autour d'Oslo: · KFUM Oslo · Lillestrøm SK Oslo Brann Bodø/Glimt Hamar Haugesund Molde Odds Rosenborg Sand. Sarpsborg Stavanger Strømsgodset Tromsø Fred. Kristiansund                               |

| Club                 | Se maintient depuis | Classement 2023 | Entraîneur         | Stade                     | Capacité théorique |
| -------------------- | ------------------- | --------------- | ------------------ | ------------------------- | ------------------ |
| FK Bodø/Glimt        | 2018                | 1er             | Kjetil Knutsen     | Aspmyra Stadion           | 08 300             |
| SK Brann             | 2023                | 2e              | Eirik Horneland    | Brann Stadion             | 16 750             |
| Tromsø IL            | 2021                | 3               | Gaute Helstrup     | Alfheim Stadion           | 06 687             |
| Viking FK            | 2019                | 4               | Morten Jensen      | SR-Bank Arena             | 15 900             |
| Molde FK             | 2008                | 5               | Erling Moe         | Aker Stadion              | 10 778             |
| Lillestrøm SK        | 2021                | 6               | Geir Bakke         | Åråsen Stadion            | 11 500             |
| Strømsgodset IF      | 2007                | 7               | Jørgen Isnes       | Marienlyst Stadion        | 8 935              |
| Sarpsborg 08         | 2013                | 8               | Stefan Billborn    | Sarpsborg Stadion         | 8 022              |
| Rosenborg BK         | 1979                | 9               | Kjetil Rekdal      | Lerkendal Stadion         | 21 421             |
| Odds BK              | 2009                | 10              | Pål Arne Johansen  | Skagerak Arena            | 11 767             |
| Hamarkameratene      | 2022                | 11              | Jakob Michelsen    | Åråsen Stadion            | 7 800              |
| FK Haugesund         | 2010                | 12              | Jostein Grindhaug  | Haugesund Sparebank Arena | 8 754              |
| Sandefjord Fotball   | 2020                | 13              | Andreas Tegström   | Release Arena             | 6 582              |
| Fredrikstad FK       | 2024                | 1er (1.d)       | Mikkjal Thomassen  | Fredrikstad Stadion       | 12 560             |
| KFUM-Kameratene Oslo | 2024                | 2e (1.d)        | Johannes Moesgaard | KFUM Arena                | 3 300              |
| Kristiansund BK      | 2024                | 3e (1.d)        | Amund Skiri        | Kristiansund Stadion      | 4 444              |

Légende des couleurs
- Premier tour de qualification de la Ligue des champions 2024-2025
- Troisième tour de qualification de la Ligue Europa Conférence 2024-2025
- Deuxième tour de qualification de la Ligue Europa Conférence 2024-2025
- Promu de 1. divisjon 2023

## Compétition

### Moments forts de la saison
Lors de la quinzième journée le match entre Rosenborg et Lillestrøm est interrompu définitivement après quatre arrêts successifs. Les supporters des deux équipes se sont organisé pour manifester leur opposition à la VAR. Cette interruption intervient dans un climat très tendu entre les supporters de différents clubs et une utilisation très controversée de la VAR dans le championnat depuis le début de la saison.

### Classement
Le classement est basé sur le barème de points classique (victoire à 3 points, match nul à 1, défaite à 0).
Pour départager les égalités, on tient d'abord compte de la différence de buts générale, puis du nombre de buts marqués, puis des confrontations entre les équipes concernées (points, différence de buts, buts marqués à l'extérieur, buts marqués).
| Rang | Équipe             | Pts | J  | G  | N  | P  | Bp | Bc | Diff |
| ---- | ------------------ | --- | -- | -- | -- | -- | -- | -- | ---- |
| 1    | FK Bodø/Glimt T    | 62  | 30 | 18 | 8  | 4  | 71 | 31 | +40  |
| 2    | SK Brann           | 59  | 30 | 17 | 8  | 5  | 55 | 33 | +22  |
| 3    | Viking FK          | 57  | 30 | 16 | 9  | 5  | 61 | 39 | +22  |
| 4    | Rosenborg BK       | 53  | 30 | 16 | 5  | 9  | 52 | 39 | +13  |
| 5    | Molde FK           | 52  | 30 | 15 | 7  | 8  | 64 | 36 | +28  |
| 6    | Fredrikstad FK P C | 51  | 30 | 14 | 9  | 7  | 39 | 35 | +4   |
| 7    | Strømsgodset IF    | 38  | 30 | 14 | 9  | 7  | 32 | 40 | -8   |
| 8    | KFUM Oslo P        | 37  | 30 | 9  | 10 | 11 | 35 | 36 | -1   |
| 9    | Sarpsborg 08 FF    | 37  | 30 | 10 | 7  | 13 | 43 | 55 | -12  |
| 10   | Sandefjord Fotball | 34  | 30 | 9  | 7  | 14 | 41 | 46 | -5   |
| 11   | Kristiansund BK P  | 34  | 30 | 8  | 10 | 12 | 32 | 45 | -13  |
| 12   | HamKam             | 33  | 30 | 8  | 9  | 13 | 34 | 39 | -5   |
| 13   | Tromsø IL          | 33  | 30 | 9  | 6  | 15 | 34 | 44 | -10  |
| 14   | FK Haugesund       | 33  | 30 | 9  | 6  | 15 | 29 | 46 | -17  |
| 15   | Lillestrøm SK      | 24  | 30 | 7  | 3  | 20 | 33 | 63 | -30  |
| 16   | Odds BK            | 23  | 30 | 5  | 8  | 17 | 26 | 54 | -28  |

Qualifications européennes
Ligue des champions 2025-2026
- 1er : barrages

- 2e : deuxième tour de qualification

Ligue Europa 2025-2026
- C : troisième tour de qualification

Ligue Conférence 2025-2026
- 3e et 4e : deuxième tour de qualification

Relégation
- 14e : barrage de promotion/relégation contre le vainqueur des playoffs de OBOS-ligaen
- 15e et 16e : relégation en OBOS-ligaen

Abréviations
- T : Tenant du titre
- C : Vainqueur de la Coupe de Norvège de football 2024
- P : Promus de 1. divisjon 2023

### Barrages de relégation
Un barrage de relégation est disputé en fin de saison afin de déterminer les derniers participants pour l'exercice suivant. Il oppose le FK Haugesund, 14e de première division au Moss FK, vainqueur des play-offs de deuxième division.
| Barrage de relégation aller | Moss FK | 0 - 0 | FK Haugesund | Melløs Stadion (en), Moss |  |
| 5 décembre 2024             |         | (-)   |              |                           |  |

| Barrage de relégation retour | FK Haugesund | 2 - 0 | Moss FK | Haugesund Stadion, Haugesund |  |
| 8 décembre 2024              |              | (-)   |         |                              |  |

## Bilan de la saison
| Championnat de Norvège de football 2024 |                          |
| Champion                                | FK Bodø/Glimt (4e titre) |
| Coupes et trophées                      |                          |
| Vainqueur de la Coupe de Norvège 2024   | Fredrikstad FK           |
| Qualifications continentales            |                          |
| Ligue des champions de l'UEFA 2025-2026 | FK Bodø/Glimt            |
| Ligue des champions de l'UEFA 2025-2026 | SK Brann                 |
| Ligue Europa 2025-2026                  | Fredrikstad FK           |
| Ligue Conférence 2025-2026              | Viking FK                |
| Ligue Conférence 2025-2026              | Rosenborg BK             |
| Promotions et relégations               |                          |
| Promus en Tippeligaen                   | Vålerenga Fotball        |
| Promus en Tippeligaen                   | Bryne FK                 |
| Relégués en 1. Divisjon                 | Lillestrøm SK            |
| Relégués en 1. Divisjon                 | Odds BK                  |